# 杨莉
杨莉（1963年—），湖南汨罗人，汉族，中华人民共和国政治人物、第十二届全国人民代表大会湖南地区代表。
毕业于湖南商学院工商管理。担任岳阳市屈原管理区凤山村村委会副主任。2008年起担任全国人大代表。2013年，担任全国人大代表。2018年2月24日，当选为第十三届全国人大代表。